# Mads-Peter Lønborg
Mads-Peter Lønborg Poulsen (* 8. März 1996) ist ein dänischer Handballspieler. Der 1,85 m große Linkshänder spielt im rechten Rückraum sowie auf der Rechtsaußen-Position.

## Karriere
Mads-Peter Lønborg lernte das Handballspielen bei AIA/Tranbjerg, AGF Håndbold und bei Skanderborg Håndbold, bevor er 2015 zum dänischen Zweitligisten Odder Håndbold wechselte. 2018 wechselte Lønborg zu Aarhus Håndbold und spielte dort in der Håndboldligaen bis zum Konkurs des Vereins im Jahr 2021. Nach einer Saison beim Erstligisten Skive fH wechselte Lønborg zum Ligakonkurrenten KIF Kolding.
Ab dem 1. Juli 2023 stand der Däne beim deutschen Bundesligaverein HC Erlangen unter Vertrag. Im Sommer 2024 wechselte er zum dänischen Verein Aarhus HC.

## Privates
Lønborg ist mit der Schwester des dänischen Handballspielers Niclas Kirkeløkke liiert.